# Бухвостовы
Бухвостовы — дворянский род.
Старинный русский дворянский род, известный уже в XVI в.
Записанный 10.12.1817 в VI ч. дворянской родословной книги Рязанской губернии, но Герольдией Правительствующего Сената в древнем дворянстве не утверждён по недостаточности представленных документов и 10.01.1833 перенесён во II ч. ДРК Рязанской губ.
- Бухвостов, Сергей Леонтьевич — «первый российский солдат»
- Бухвостов, Николай Михайлович — русский морской офицер

## Описание герба

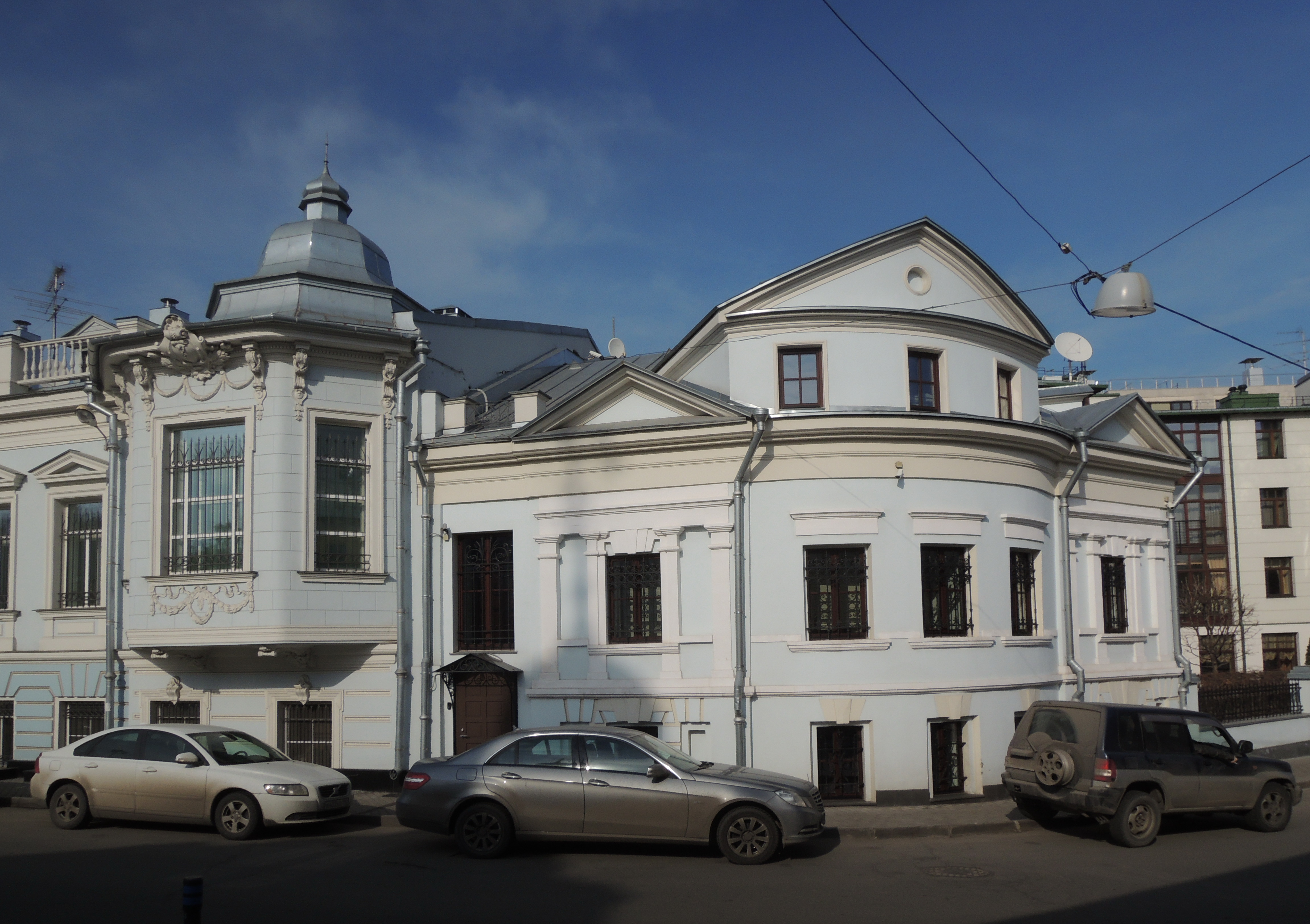
Усадьба Бухвостовых, 2-й Зачатьевский переулок, Москва

Олень с мечом в передних ногах, держимый острием вверх.
Щит увенчан дворянскими шлемом и короной. Нашлемник: возникающая рука, держащая ключ кольцом вверх.

## Известные представители
- Бухвостов Никита Степанович — воевода в Борисоглебске (сов. Двинск) в 1663-1664 г., в Новгороде-Великом в 1684 г.
- Бухвостов Борис Григорьевич — московский дворянин в 1658 г., воевода в Воронеже в 1670-1675 г. (два раза).
- Бухвостов Захарий — воевода в Велиже в 1664-1665 г.
- Бухвостов Кузьма Борисович — стряпчий в 1671-1676 г.
- Бухвостов Василий Борисович — стряпчий в 1668 г., стольник в 1686 г., думный дворянин 1691 г., воевода в Нарыме в 1676-1678 г., в Пелыме в 1680 г., в Сургуте в 1689 г., в Тобольске в 1693 г.
- Бухвостов Кондратий Иванович — стольник в 1686 г., воевода в Арзамасе в 1691 г[2][3].